# Battles
Battles – amerykański zespół muzyczny, założony w 2002 roku w Nowym Jorku, wykonujący muzykę z gatunku rocka eksperymentalnego.
Zespół tworzy duet: Ian Williams (gitara; wcześniej grał w Don Caballero oraz Storm & Stress) i John Stanier (perkusja; wcześniej grał w Helmet), a dawniej także Dave Konopka (gitara basowa; wcześniej grał w Lynx) i Tyondai Braxton (gitara, klawisze i wokal).
Grupa Battles jest uważana za jeden z najbardziej innowacyjnych zespołów mathockowych. W 2007 roku w magazynie Pitchfork napisano, że „Battles zrobili więcej, aby rozszerzyć ideę zespołu z krwi i kości ulepszonego przez technologię komputerową, niż ktokolwiek od czasów nieistniejącego już, opłakiwanego Disco Inferno”.

## Historia

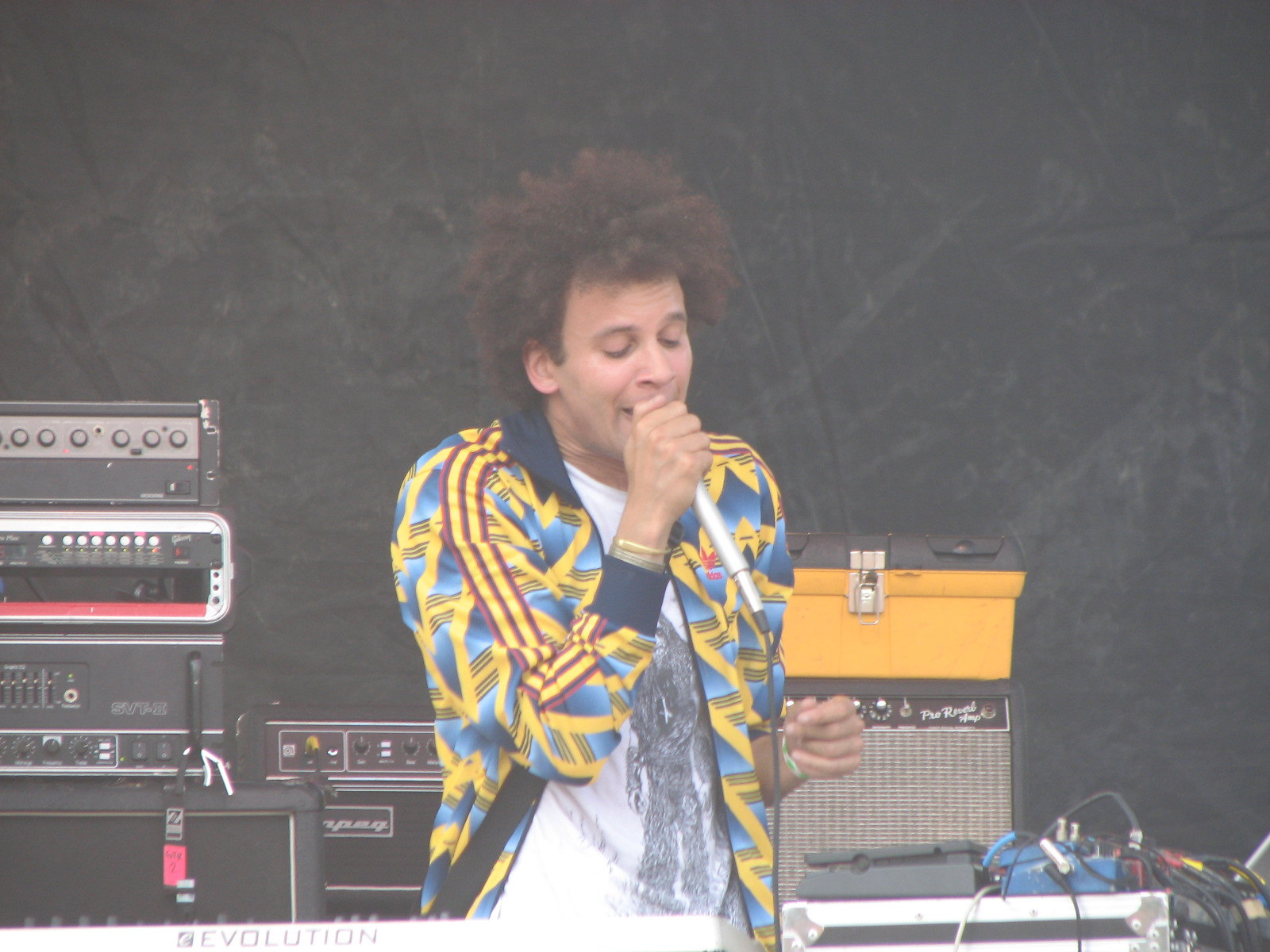
Tyondai Braxton w 2007 roku

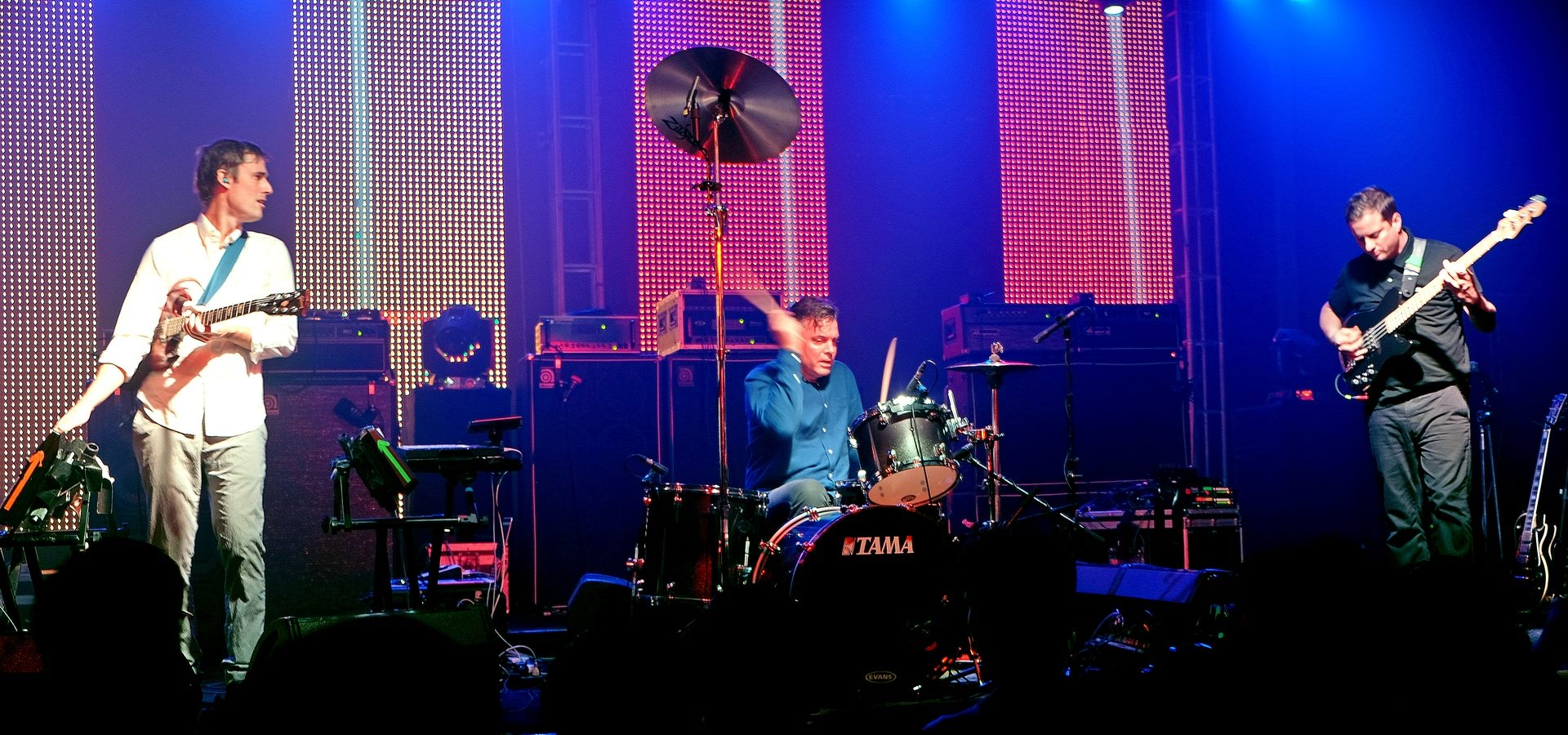
Zespół Battles w składzie: Ian Williams, John Stanier i Dave Konopka na koncercie w Bangkoku w 2015 roku

Zespół Battles został założony w Nowym Jorku w 2002 roku przez gitarzystę i klawiszowca Iana Williamsa, perkusistę Johna Staniera, basistę Dave’a Konopkę oraz gitarzystę, klawiszowca i wokalistę Tyondaia Braxtona, którzy wywodzą się ze środowiska rocka eksperymentalnego.
Debiutancki minialbum EP C ukazał się w czerwcu 2004 roku nakładem Monitor Records, a we wrześniu wydano minialbum B EP w wytwórni Dim Mak Records. Dynamiczne brzmienie tych albumów zwróciło uwagę wytwórni Warp Records, która podpisała kontrakt z zespołem Battles i wydała komplikację EP C/B EP w lutym 2006 roku. W międzyczasie grupa pracowała nad swoim pierwszym albumem studyjnym z Keithem Souzą w studiu Machines with Magnets w Rhode Island. Pierwszy studyjny album Mirrored został wydany 14 maja 2007 roku. Pierwszym jego singlem był „Atlas”, który został wydany w lutym tego samego roku. Uzyskał on tytuł singla tygodnia brytyjskiego magazynu muzycznego NME.
Zespół pierwszy raz w Polsce wystąpił podczas Festiwalu Nowa Muzyka w Cieszynie 29 czerwca 2008 roku, następnie 5 sierpnia 2012 roku na 7. edycji Off Festivalu w Dolinie Trzech Stawów w Katowicach, a 20 września 2014 roku zagrali na zakończeniu krakowskiego Sacrum Profanum, podczas 25. urodzin wytwórni Warp Records.
W styczniu 2010 roku zespół potwierdził plany dotyczące nowego albumu, który miał być kontynuacją debiutanckiego Mirrored, a sesje studyjne odbyły się w studiu Machines With Magnets. W sierpniu tego samego roku z uwagi na zaangażowanie Tyondaia Braxtona w jego karierę solową odszedł on z zespołu. Po odejściu Braxtona zespół skorzystał z usług szeregu gościnnych wokalistów. Album Gloss Drop premierę miał 6 czerwca 2011 roku, a w nim pojawiły się partie wokalne śpiewane przez Gary’ego Numana w piosence „My Machines” czy Kazu Makino w utworze „Sweetie & Shag”.
Na początku września 2015 roku ukazał się singiel „FF Bada” do trzeciego studyjnego albumu zespołu – La Di Da Di. Sam zaś album ukazał się jeszcze w tym samym miesiącu. Dwa tygodnie wcześniej premierę miał natomiast pierwszy singiel albumu – „The Yabba”. Trzeci album zespołu Battles był w pełni instrumentalny.
W 2018 roku zespół opuścił Konopka, a Williams i Stanier zaczęli koncertować w duecie. Rok później, 18 października okazał się czwarty album zespołu – Juice B Crypts. Zapowiedział on singiel „Titanium 2 Step” nagrany z udziałem Sala Principato z zespołu Liquid Liquid. Ponadto innymi artystami czy zespołami, którzy brali gościnnie udział przy tworzeniu albumu byli m.in.: Shabazz Palaces, Tune-Yards, Xenia Rubinos czy Jon Anderson.
W grudniu 2021 roku ogłoszono, że zespół wyruszy w trasę koncertową po Ameryce Północnej w kwietniu i maju 2022 roku jako support na trasie zespołu Primus „A Tribute to Kings”. We wrześniu 2023 roku zespół był supportem na siedmiodniowej trasie koncertowej Mr. Bungle po Ameryce Północnej.

## Członkowie zespołu

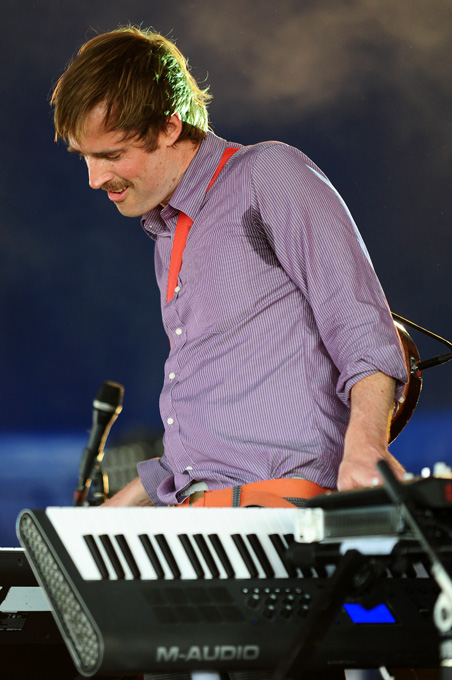
Ian Williams (2012)

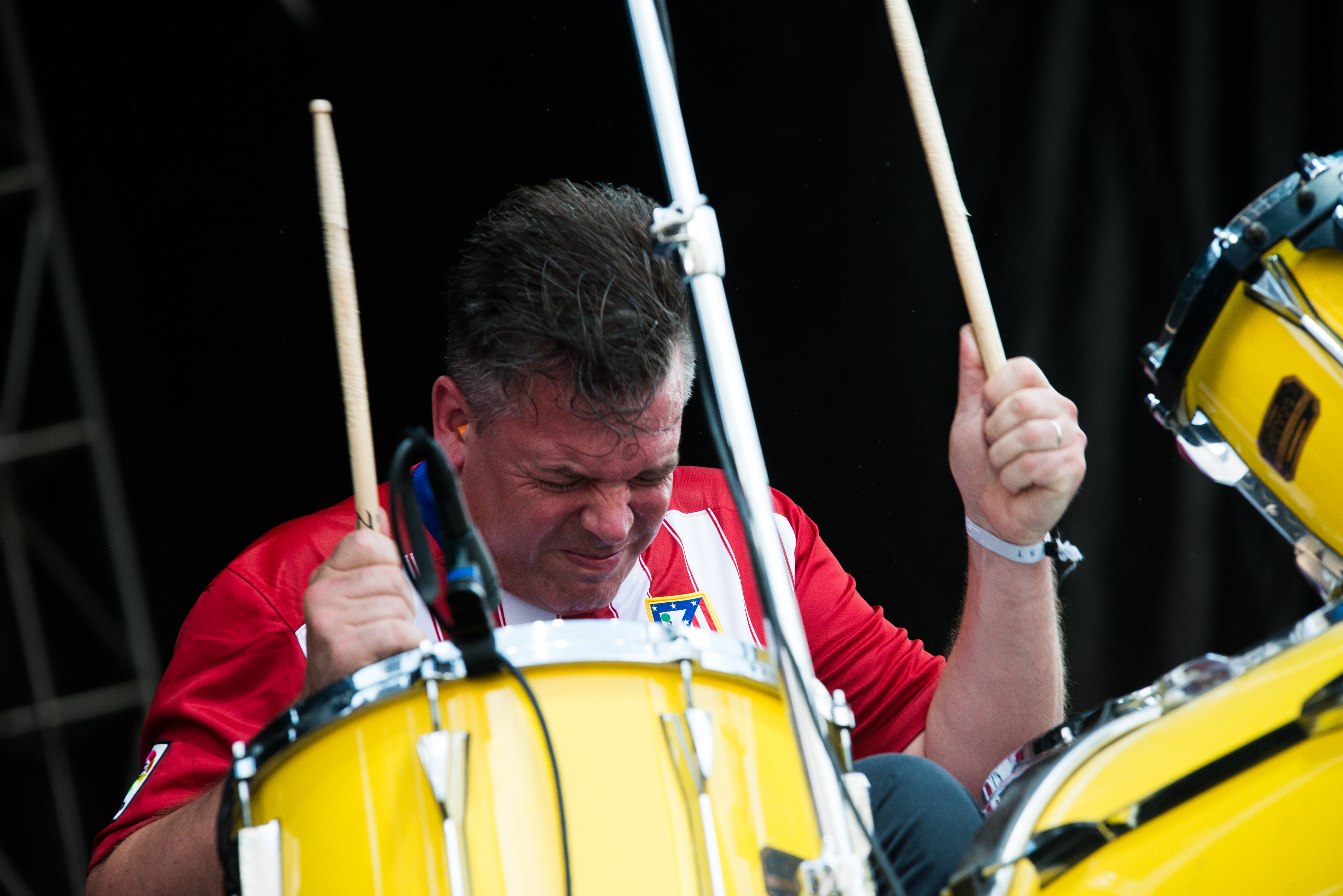
John Stanier (2016)

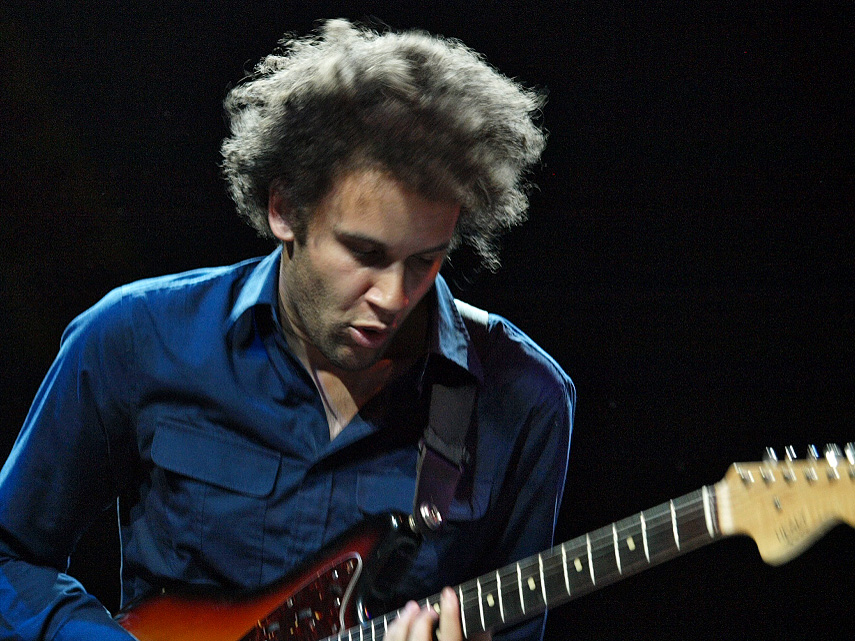
Tyondai Braxton (2008)

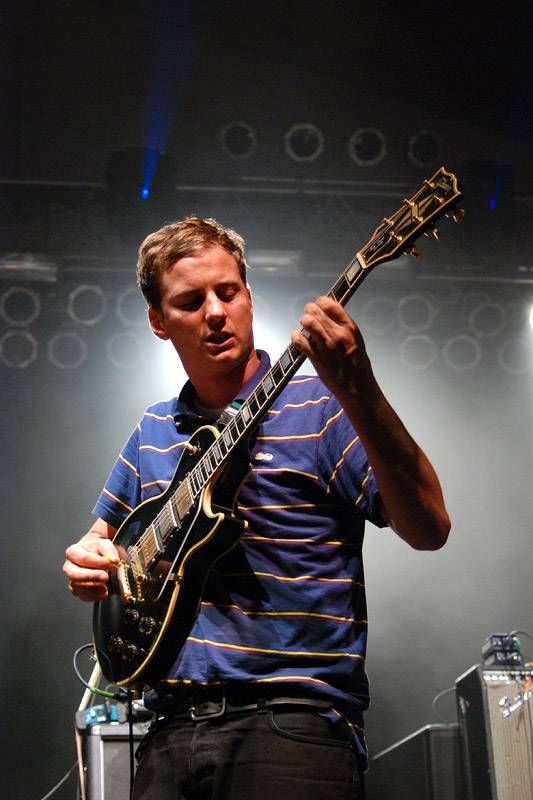
Dave Konopka (2008)

### Aktualni członkowie
- Ian Williams – gitara, instrumenty klawiszowe (od 2002)
- John Stanier – perkusja (od 2002)

### Byli członkowie
- Tyondai Braxton – wokal, gitara, instrumenty klawiszowe (2002–2010)
- Dave Konopka – gitara, gitara basowa (2002–2018)

## Dyskografia

### Albumy studyjne
| Rok                                                     | Tytuł          | Szczegóły                                    | Najwyższa pozycja na liście | Najwyższa pozycja na liście | Najwyższa pozycja na liście | Najwyższa pozycja na liście | Najwyższa pozycja na liście | Najwyższa pozycja na liście | Najwyższa pozycja na liście | Najwyższa pozycja na liście | Najwyższa pozycja na liście |
| Rok                                                     | Tytuł          | Szczegóły                                    | US                          | NLD                         | BEL                         | ITA                         | IRL                         | JPN                         | SCO                         | UK                          | UK Indie                    |
| ------------------------------------------------------- | -------------- | -------------------------------------------- | --------------------------- | --------------------------- | --------------------------- | --------------------------- | --------------------------- | --------------------------- | --------------------------- | --------------------------- | --------------------------- |
| 2007                                                    | Mirrored       | - Data: 27 maja 2007 - Wydawca: Warp         | –                           | –                           | 67                          | 91                          | 35                          | 44                          | 79                          | 70                          | 3                           |
| 2011                                                    | Gloss Drop     | - Data: 6 czerwca 2011 - Wydawca: Warp       | 98                          | –                           | 73                          | –                           | 50                          | 30                          | 49                          | 48                          | 11                          |
| 2015                                                    | La Di Da Di    | - Data: 18 września 2015 - Wydawca: Warp     | –                           | 97                          | 86                          | –                           | 97                          | 49                          | 68                          | 57                          | 8                           |
| 2019                                                    | Juice B Crypts | - Data: 18 października 2019 - Wydawca: Warp | –                           | –                           | –                           | –                           | –                           | –                           | 74                          | –                           | 14                          |
| „–” oznacza, że album nie był notowany na danej liście. |                |                                              |                             |                             |                             |                             |                             |                             |                             |                             |                             |
| [ 1 ] [ 15 ]                                            | [ 1 ] [ 15 ]   | [ 1 ] [ 15 ]                                 | [ 16 ]                      | [ 17 ]                      | [ 17 ]                      | [ 17 ]                      | [ 18 ]                      | [ 19 ]                      | [ 20 ]                      | [ 20 ]                      | [ 20 ]                      |

### Minialbumy
- EP C(inne języki) (2004), Monitor[21]
- B EP(inne języki) (2004), Dim Mak[22]
- EPC(inne języki) (2004), Dotlinecircle[23]
- Lives (2007), Beat[24]
- Tonto+(inne języki) (2007), Warp[25]
- Juice B Mixed (2020), Warp[26]

### Kompilacje
- EP C/B EP(inne języki) (2006), Warp[27]
- Dross Glop(inne języki) (2012), Warp[28]

### Single
| Rok                                                       | Tytuł                                                       | Najwyższa pozycja na liście | Najwyższa pozycja na liście | Najwyższa pozycja na liście | Najwyższa pozycja na liście | Najwyższa pozycja na liście | Album          |
| Rok                                                       | Tytuł                                                       | US Dance                    | MEX                         | UK Sales                    | UK Indie                    | UK Rock                     | Album          |
| --------------------------------------------------------- | ----------------------------------------------------------- | --------------------------- | --------------------------- | --------------------------- | --------------------------- | --------------------------- | -------------- |
| 2004                                                      | „Tras”                                                      | –                           | –                           | –                           | –                           | –                           | brak           |
| 2007                                                      | „Atlas”                                                     | 8                           | –                           | 87                          | 13                          | 3                           | Mirrored       |
| 2007                                                      | „Tonto”                                                     | 1                           | –                           | –                           | –                           | –                           | Mirrored       |
| 2011                                                      | „Ice Cream” (feat. Matias Aguayo)                           | 4                           | 28                          | 5                           | –                           | –                           | Gloss Drop     |
| 2011                                                      | „My Machines” (feat. Gary Numan)                            | 9                           | 32                          | 26                          | –                           | –                           | Gloss Drop     |
| 2015                                                      | „The Yabba”                                                 | –                           | –                           | –                           | –                           | –                           | La Di Da Di    |
| 2015                                                      | „FF Bada”                                                   | –                           | –                           | –                           | –                           | –                           | La Di Da Di    |
| 2015                                                      | „Dot Com”                                                   | –                           | –                           | –                           | –                           | –                           | La Di Da Di    |
| 2015                                                      | „FF Reprise”                                                | –                           | –                           | –                           | –                           | –                           | La Di Da Di    |
| 2019                                                      | „Titanium 2 Step”                                           | –                           | –                           | –                           | –                           | –                           | Juice B Crypts |
| 2019                                                      | „A Loop So Nice They Played It Twice” (feat. Xenia Rubinos) | –                           | –                           | –                           | –                           | –                           | Juice B Crypts |
| 2019                                                      | „Fort Greene Park”                                          | –                           | –                           | –                           | –                           | –                           | Juice B Crypts |
| 2020                                                      | „Juice B Crypts (Delroy Edwards Mix)”                       | –                           | –                           | –                           | –                           | –                           | Juice B Mixed  |
| 2020                                                      | „Stirling Bridge [DJ Diary & DJ Orient (black midi) Remix]” | –                           | –                           | 55                          | –                           | –                           | Juice B Mixed  |
| 2020                                                      | „IZM (Shed Remix)”                                          | –                           | –                           | –                           | –                           | –                           | Juice B Mixed  |
| „–” oznacza, że singiel nie był notowany na danej liście. |                                                             |                             |                             |                             |                             |                             |                |
| [ 1 ] [ 15 ]                                              | [ 1 ] [ 15 ]                                                | [ 39 ]                      | [ 40 ]                      | [ 20 ]                      | [ 20 ]                      | [ 20 ]                      | [ 15 ]         |

### Teledyski
- „Atlas” (2007)[41]
- „Tonto” (2007)[42]
- „Ice Cream” (2011)[43]
- „My Machines” (2011)[44]
- „The Yabba” (2015)[45]
- „Titanium 2 Step” (2019)[46]
- „Fort Greene Park” (2019)[47]
- „Sugar Foot” (2020)[48]